# Обиньи-Ле-Клузо
Обиньи-Ле-Клузо (фр. Aubigny-Les Clouzeaux) — новая коммуна на западе Франции, регион Пеи-де-ла-Луар, департамент Вандея, округ Ла-Рош-сюр-Йон, кантон Ла-Рош-сюр-Йон-2. Расположена в 6 км к югу от Ла-Рош-сюр-Йона, в 5 км от автомагистрали А87. 
Население (2019) — 6 880 человек.

## История
Коммуна образована 1 января 2016 года путем слияния коммун Ле-Клузо и Обиньи. Центром коммуны является Обиньи. От него к новой коммуне перешли почтовый индекс и код INSEE. На картах в качестве координат Монтегю-Ванде указываются координаты Обиньи. 

## Достопримечательности
- Церковь Святого Петра в Ле-Клузо
- Церковь Святого Лаврентия в Обиньи

## Экономика
Структура занятости населения:
- сельское хозяйство — 4,1 %
- промышленность — 3,6 %
- строительство — 11,0 %
- торговля, транспорт и сфера услуг — 46,1 %
- государственные и муниципальные службы — 35,3 %

Уровень безработицы (2019) — 9,1 % (Франция в целом —  12,9 %, департамент Вандея — 10,5 %). 

Среднегодовой доход на 1 человека, евро (2019) — 22 440 (Франция в целом — 21 930, департамент Вандея — 21 550).

## Администрация
Пост мэра Обиньи-Ле-Клузо с 2020 года занимает Филипп Буар (Philippe Bouard). На муниципальных выборах 2020 года в 1-м туре победил правый список во главе с Жаном-Пьером Миньеном, получивший 53,18 % голосов, но на пост мэра был выдвинут Филипп Бур, пятый номер в победившем списке.
| Период | Период | Фамилия     | Партия                  | Примечания                                           |
| ------ | ------ | ----------- | ----------------------- | ---------------------------------------------------- |
| 2016   | 2020   | Жани Гере   | Социалистическая партия | специалист по работе с населением, бывший мэр Обиньи |
| 2020   |        | Филипп Буар | Разные правые           | торговец медицинским оборудованием                   |

## Галерея

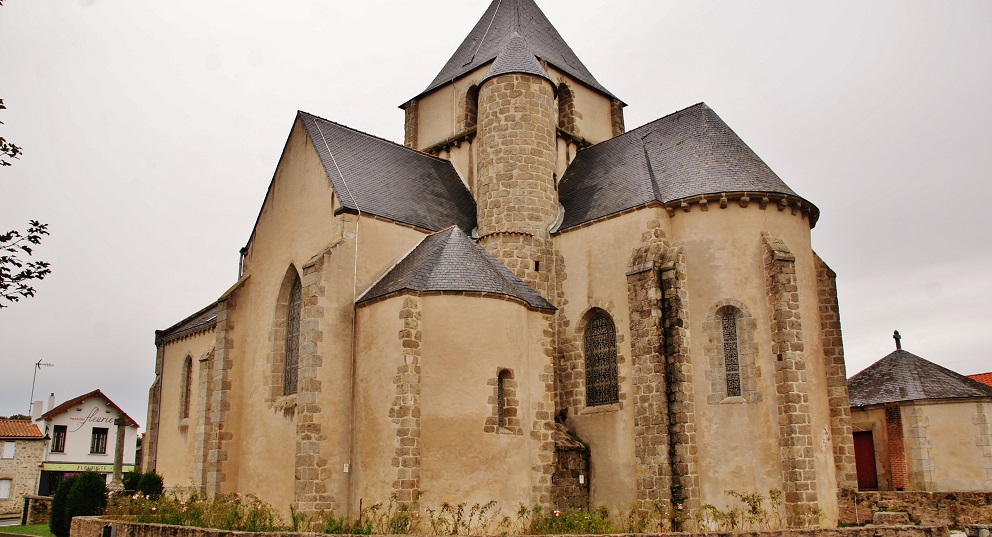
Церковь Святого Лаврентия
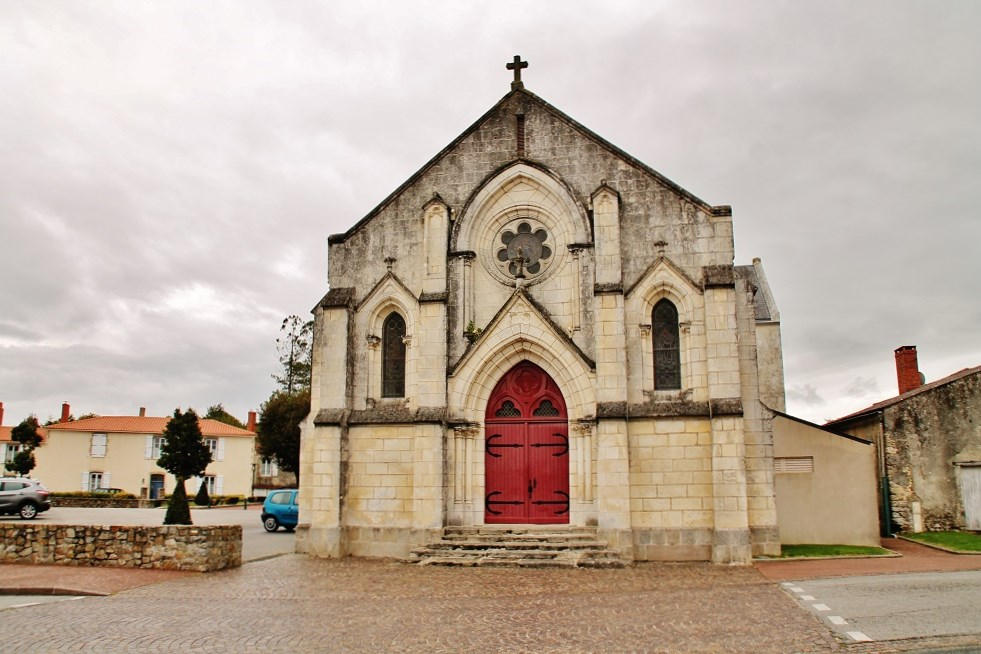
Церковь Святого Петра